# 巴列德聖胡安
巴列德聖胡安是哥倫比亞的城鎮，位於該國中西部，由托利馬省負責管轄，距離首府伊瓦格48公里，始建於1702年6月24日，面積198平方公里，海拔高度649米，2005年人口6,131。
4°12′N 75°07′W / 4.200°N 75.117°W